# Jean Chapin
Jean Chapin est un peintre et lithographe français né le 21 février 1896 à Paris et mort le 24 mai 1994 à Jouy-sur-Morin.
Il est sociétaire du Salon des indépendants, du Salon d'automne et de la Société nationale des beaux-arts.

## Biographie
Jean Chapin, étant élève à Paris de l'École Boulle, connaît d'abord une formation artisanale, sa fréquentation ensuite peu assidue de l'Académie de la Grande Chaumière valant à Gérald Schurr de l'estimer autodidacte.
Mobilisé durant la Première Guerre mondiale, il a pour camarade de front le peintre André Beaudin. La tragédie de la guerre demeure son plus ancien thème répertorié avec un fusain réaliste intitulé La mise-en-terre d'un soldat, salué par la critique au Salon d'automne de 1916.
Jean Chapin est ensuite un peintre de natures mortes, de nus, de scènes de rues parisiennes et de paysages marins qu'il recueille en Normandie (Le Tréport, les îles Chausey) et plus encore en Bretagne. Au qualificatif de « réaliste » qui lui est donné dès le Salon d'automne de 1916 et que lui attribuera toujours le catalogue du Salon des indépendants de 1984, Patrick-F. Barrer et Gérald Schurr ajoutent celui d'expressionniste: « cette manière particulière de traiter ses thèmes familiers engendre un expressionnisme grave et chaleureux fait tout à la fois de modulations sourdes et de vibrations sonores » perçoit ainsi le second.
À Paris, il vit au 4, square de Montsouris,.
Tout en continuant de peindre, Jean Chapin se retire de la scène artistique en 1950 et choisit une vie solitaire. Plusieurs expositions personnelles lui sont cependant consacrées à Paris, Cannes et Abidjan. Un hommage remarqué lui est rendu en 1972 avec son exposition à la galerie Vendôme, tandis qu'il demeurera fidèle au Salon des indépendants où l'on retrouve toujours son nom parmi les exposants de 1984. Mais c'est avec discrétion que Jean Chapin meurt en 1994.

## Éditions bibliophiliques
- Guy Lavaud, Imageries des mers, vingt-deux poèmes enrichis de vingt-deux lithographies originales de Jean Chapin, Paris, Yves de la Casinière maître-imprimeur, Éditions Yggdrasill, 1946.

## Expositions personnelles
- Galerie Simonson, Paris, 1926.
- Galerie Drouant, Paris, 1929.
- Le Petit Palais, Paris, 1938.
- Galerie d'Anjou, Paris, de 1942 à 1945.
- Galerie Buffa, Paris, de 1946 à 1952.
- Galerie Le Chapelain, Paris, 1956, 1957, 1958.
- Galerie Vendôme, Paris, 1960, 1972[1].
- Galerie du Carlton, Cannes, 1962.
- Centre culturel d'Abidjan, 1973.

## Expositions collectives
- Salon des indépendants, Paris, à partir de 1919.
- Salon d'automne, Paris, à partir de 1916.
- Nouveau Salon Bernheim, Paris, 1934.
- Salon des Échanges, Paris, 1935.
- Trente-cinquième groupe des artistes de ce temps, Petit Palais, Paris, janvier 1939[5].
- Salon des anciens combattants, Paris, 1939.
- Salon de la Société nationale des beaux-arts, Paris, 1942.
- Salon de la Marine, Paris, 1944.
- Expositions non datées: Salon des Tuileries, Paris[6].

## Réception critique
- « Une œuvre religieuse empreinte de majesté et de mélancolie... » - Waldemar George[7]
- « ...Une pâte rugueuse, riche et dense que Jean Chapin alterne savamment avec une matière fluide et lisse: des glacis précieux apparaissent ainsi, qui donnent une valeur personnelle à chacun des éléments de la toile animée d'une sorte de frémissement sensuel. » - Gérald Schurr[1]
- « Jean Chapin trouve dans les paysages de Bretagne sa principale source d'inspiration... Avec une pâte rugueuse, riche et dense, Jean Chapin donne à ses paysages une puissance sauvage et naturelle que les clairs-obscurs pigmentent et animent d'une vie sourde et profonde. En accord total avec le sujet, le peintre poursuit inlassablement, sur les rochers de granit et les vibrations de l'océan, les aspects mystérieux d'une lueur changeante et quasi-surnaturelle, qui nous plonge dans l'univers marin. Jean Chapin, peintre de la réalité avant tout, laisse donc percer la sourde inquiétude de l'homme face à la puissance bienfaitrice ou dévastatrice de la nature. Il se fait l'artisan consciencieux d'un spectacle éternellement monumental et fascinant. » - Patrick-F. Barrer[8]
- « Ses peintures, notamment ses marines, sont peintes avec vigueur, utilisant peu de couleurs et sachant rendre la rudesse de la mer, la lumière filtrée à travers les nuages et la mélancolie des sites. » - Dictionnaire Bénézit[6]

## Collections publiques
- Centre national des arts plastiques, dont dépôts :
  - Préfecture de l'Aveyron, Rodez, Les Sinagots, huile sur toile.
  - Mairie de Wassy, Audierne, huile sur toile.
  - Mairie de Luisant, La Tour César à Provins, huile sur toile.